# Conference Ouest 2004
La Conference Ouest 2004 è stata la 9ª edizione dell'omonimo torneo di football americano.
L'edizione è stata vinta dagli Dockers de Nantes sugli Yankees Angers.

## Squadre partecipanti
| Club                  | Città        | Stadio | Sponsor ufficiale | Risultato nella stagione 2003 |
| --------------------- | ------------ | ------ | ----------------- | ----------------------------- |
| Caïmans72 du Mans     | Le Mans      |        |                   |                               |
| Conquérants de Caen   | Caen         |        |                   |                               |
| Dockers de Nantes     | Nantes       |        |                   |                               |
| Kangourous de Pessac  | Pessac       |        |                   |                               |
| Kiowas de Garches     | Garches      |        |                   |                               |
| Licornes Saint-Brieuc | Saint-Brieuc |        |                   |                               |
| Marauders Angoulême   | Angoulême    |        |                   |                               |
| Margouillats de Rezé  | Rezé         |        |                   |                               |
| Phénix de Limoges     | Limoges      |        |                   |                               |
| Pionniers de Touraine | Tours        |        |                   |                               |
| Salamandres du Havre  | Le Havre     |        |                   |                               |
| Yankees Angers        | Angers       |        |                   |                               |

## Stagione regolare

### Calendario

#### 1ª giornata
| 4 aprile 2004 | Dockers de Nantes | 54 – 0 | Margouillats de Rezé |  |

| 4 aprile 2004 | Kangourous de Pessac | 6 – 6 | Marauders Angoulême |  |

| 4 aprile 2004 | Kiowas de Garches | 24 – 0 | Caïmans72 du Mans |  |

| 4 aprile 2004 | Licornes Saint-Brieuc | 12 – 12 | Yankees Angers |  |

| 4 aprile 2004 | Marauders Angoulême | 6 – 6 | Phénix de Limoges |  |

| 4 aprile 2004 | Pionniers de Touraine | 0 – 40 | Dockers de Nantes |  |

| 4 aprile 2004 | Salamandres du Havre | 6 – 30 | Caïmans72 du Mans |  |

| 4 aprile 2004 | Yankees Angers | 20 – 0 | Conquérants de Caen |  |

| 4 aprile 2004 | Kangourous de Pessac | 6 – 6 | Phénix de Limoges |  |

| 4 aprile 2004 | Licornes Saint-Brieuc | 8 – 0 | Conquérants de Caen |  |

| 4 aprile 2004 | Pionniers de Touraine | 0 – 6 | Margouillats de Rezé |  |

| 4 aprile 2004 | Salamandres du Havre | 0 – 22 | Kiowas de Garches |  |

#### 2ª giornata
| 16-23 maggio 2004 | Caïmans72 du Mans | 10 – 6 | Kiowas de Garches |  |

| 16-23 maggio 2004 | Conquérants de Caen | 8 – 6 | Licornes Saint-Brieuc |  |

| 16-23 maggio 2004 | Phénix de Limoges | 0 – 14 | Marauders Angoulême |  |

| 16-23 maggio 2004 | Kiowas de Garches | 8 – 6 | Salamandres du Havre |  |

| 16-23 maggio 2004 | Marauders Angoulême | 12 – 6 | Kangourous de Pessac |  |

| 16-23 maggio 2004 | Caïmans72 du Mans | 20 – 0 | Salamandres du Havre |  |

| 16-23 maggio 2004 | Conquérants de Caen | 0 – 0 | Yankees Angers |  |

| 16-23 maggio 2004 | Phénix de Limoge | 0 – 29 | Kangourous de Pessac |  |

| 16-23 maggio 2004 | Yankees Angers | 14 – 12 | Licornes Saint-Brieuc |  |

| 16-23 maggio 2004 | Dockers de Nantes | v – p (a tavolino) | Pionniers de Touraine |  |

| 16-23 maggio 2004 | Margouillats de Rezé | 0 – 26 | Dockers de Nantes |  |

| 16-23 maggio 2004 | Margouillats de Rezé | v – p (a tavolino) | Pionniers de Touraine |  |

### Classifiche
Le classifiche della regular season sono le seguenti:
- PCT = percentuale di vittorie, G = partite giocate, V = partite vinte,  P = partite perse, PF = punti fatti, PS = punti subiti

#### Girone A
| Pos. | Squadra               | PCT   | G | V | N | P | PF  | PS |
| ---- | --------------------- | ----- | - | - | - | - | --- | -- |
| 1    | Dockers de Nantes     | 1.000 | 3 | 3 | 0 | 0 | 120 | 0  |
| 2    | Margouillats de Rezé  | .333  | 3 | 1 | 0 | 2 | 6   | 80 |
| 3    | Pionniers de Touraine | .000  | 2 | 0 | 0 | 2 | 0   | 46 |

#### Girone B
| Pos. | Squadra               | PCT  | G | V | N | P | PF | PS |
| ---- | --------------------- | ---- | - | - | - | - | -- | -- |
| 1    | Yankees Angers        | .750 | 4 | 2 | 2 | 0 | 46 | 24 |
| 2    | Licornes Saint-Brieuc | .375 | 4 | 1 | 1 | 2 | 38 | 34 |
| 3    | Conquérants de Caen   | .375 | 4 | 1 | 1 | 2 | 8  | 34 |

#### Girone C
| Pos. | Squadra              | PCT  | G | V | N | P | PF | PS |
| ---- | -------------------- | ---- | - | - | - | - | -- | -- |
| 1    | Caïmans72 du Mans    | .750 | 4 | 3 | 0 | 1 | 60 | 6  |
| 2    | Kiowas de Garches    | .750 | 4 | 3 | 0 | 1 | 50 | 16 |
| 3    | Salamandres du Havre | .000 | 4 | 0 | 0 | 4 | 12 | 80 |

#### Girone D
| Pos. | Squadra              | PCT  | G | V | N | P | PF | PS |
| ---- | -------------------- | ---- | - | - | - | - | -- | -- |
| 1    | Marauders Angoulême  | .750 | 4 | 2 | 2 | 0 | 38 | 18 |
| 2    | Kangourous de Pessac | .500 | 4 | 1 | 2 | 1 | 47 | 24 |
| 3    | Phénix de Limoges    | .250 | 4 | 0 | 2 | 2 | 12 | 55 |

### Tabellone
|  | Quarti di finale      | Quarti di finale    |                   |                     | Semifinali           | Semifinali           |  |  | Ouest Bowl IX | Ouest Bowl IX |
|  |                       |                     |                   |                     |                      |                      |  |  |               |               |
|  | 6 giugno 2004         |                     |                   |                     |                      |                      |  |  |               |               |
|  |                       |                     |                   |                     |                      |                      |  |  |               |               |
|  | Dockers de Nantes     | v                   |                   |                     |                      |                      |  |  |               |               |
|  | Dockers de Nantes     | v                   | 6 giugno 2004     |                     |                      |                      |  |  |               |               |
|  | Kangourous de Pessac  | p d.g.s.            |                   |                     |                      |                      |  |  |               |               |
|  | Kangourous de Pessac  | p d.g.s.            | Dockers de Nantes | 26                  |                      |                      |  |  |               |               |
|  | 6 giugno 2004         |                     | Dockers de Nantes | 26                  |                      |                      |  |  |               |               |
|  |                       | Kiowas de Garches   | 0                 |                     |                      |                      |  |  |               |               |
|  | Kiowas de Garches     | Kiowas de Garches   | 0                 | 20                  |                      |                      |  |  |               |               |
|  | Kiowas de Garches     |                     | 6 giugno 2004     | 20                  |                      |                      |  |  |               |               |
|  | Licornes Saint-Brieuc | 0                   |                   |                     |                      |                      |  |  |               |               |
|  | Licornes Saint-Brieuc | 0                   | Dockers de Nantes | 12                  |                      |                      |  |  |               |               |
|  | 6 giugno 2004         |                     | Dockers de Nantes | 12                  |                      |                      |  |  |               |               |
|  |                       | Yankees Angers      | 2                 |                     |                      |                      |  |  |               |               |
|  | Yankees Angers        | Yankees Angers      | 2                 | 21                  |                      |                      |  |  |               |               |
|  | Yankees Angers        | 6 giugno 2004       |                   | 21                  |                      |                      |  |  |               |               |
|  | Margouillats de Rezé  | 0                   |                   |                     |                      |                      |  |  |               |               |
|  | Margouillats de Rezé  | 0                   | Yankees Angers    | 7                   | Finale 3º - 4º posto | Finale 3º - 4º posto |  |  |               |               |
|  | 6 giugno 2004         |                     | Yankees Angers    | 7                   | Finale 3º - 4º posto | Finale 3º - 4º posto |  |  |               |               |
|  |                       | Marauders Angoulême | 6                 |                     |                      |                      |  |  |               |               |
|  | Marauders Angoulême   | Marauders Angoulême | 6                 | 22                  | Kiowas de Garches    | 18                   |  |  |               |               |
|  | Marauders Angoulême   |                     |                   | 22                  | Kiowas de Garches    | 18                   |  |  |               |               |
|  | Caïmans72 du Mans     | 14                  |                   | Marauders Angoulême | 8                    |                      |  |  |               |               |
|  | Caïmans72 du Mans     | 14                  |                   |                     | 8                    |                      |  |  |               |               |
|  |                       |                     |                   |                     |                      |                      |  |  | 6 giugno 2004 |               |
|  |                       |                     |                   |                     |                      |                      |  |  |               |               |

|  | Finale 5º - 6º posto |                      |    |  |
|  |                      |                      |    |  |
|  | Margouillats de Rezé | Margouillats de Rezé | 6  |  |
|  | Caïmans72 du Mans    | Caïmans72 du Mans    | 10 |  |

### Quarti di finale
| 6 giugno 2004 | Dockers de Nantes | v – p (a tavolino) | Kangourous de Pessac |  |

| 6 giugno 2004 | Kiowas de Garches | 20 – 0 | Licornes Saint-Brieuc |  |

| 6 giugno 2004 | Marauders Angoulême | 22 – 14 | Caïmans72 du Mans |  |

| 6 giugno 2004 | Yankees Angers | 21 – 0 | Margouillats de Rezé |  |

### Spareggio a 3 squadre per l'accesso al 5º - 6º posto
| 6 giugno 2004 | Caïmans72 du Mans | 22 – 0 | Licornes Saint-Brieuc |  |

| 6 giugno 2004 | Licornes Saint-Brieuc | 6 – 6 | Margouillats de Rezé |  |

### Semifinali
| 6 giugno 2004 | Dockers de Nantes | 26 – 0 | Kiowas de Garches |  |

| 6 giugno 2004 | Yankees Angers | 7 – 6 | Marauders Angoulême |  |

### Finale 5º - 6º posto
| 6 giugno 2004 | Margouillats de Rezé | 6 – 10 | Caïmans72 du Mans |  |

### Finale 3º - 4º posto
| 6 giugno 2004 | Kiowas de Garches | 18 – 8 | Marauders Angoulême |  |

### Ouest Bowl IX
| Rennes 6 giugno 2004 | Dockers de Nantes | 12 – 2 | Yankees Angers | Stade des Champs Orand |

## Verdetti
- Dockers de Nantes vincitori dell'Ouest Bowl 2004